# Жукова, Евгения Николаевна
Евгения Николаевна Жукова (17 декабря 2002) — российская тяжелоатлетка. Серебряный призёр чемпионата России 2025 года. Мастер спорта России.

## Биография
Родилась 17 декабря 2002 года. Воспитанница Воронежского ГБУ ДО РК «СШОР 2». Тренируется у Евгения Костина. Проходит обучение в Воронежском государственном техническом университете.
В июле 2021 года было присвоено звание «Мастер спорта России».
На чемпионате России 2025 года в Санкт-Петербурге в категории до 76 кг завоевала серебряную медаль, зафиксировав сумму двоеборья 193 кг. В отдельных упражнениях завоевала две малые бронзовые медали.

## Основные результаты
| Год  | Соревнования     | Место проведения | Весовая категория | Рывок, кг | Толчок, кг | Сумма, кг | Место |
| ---- | ---------------- | ---------------- | ----------------- | --------- | ---------- | --------- | ----- |
| 2025 | Чемпионат России | Санкт-Петербург  | до 76 кг          | 85        | 108        | 193       | 2     |